# فريدريك أمير بريطانيا العظمى
الأمير فريدريك (بالإنجليزية: Prince Frederick of Great Britain)‏ (فريدريك وليام، 13 مايو 1750 - 29 ديسمبر 1765) أحد أعضاء العائلة المالكة البريطانية فهو حفيد جورج الثاني ملك بريطانيا العظمى والأخ الأصغر للملك جورج الثالث ملك المملكة المتحدة.

## عن حياته
ولد الأمير فريدريك على 13 مايو 1750، في ليستر البيت، وستمنستر، إنجلترا وأحد أعضاء العائلة المالكة البريطانية فهو حفيد جورج الثاني ملك بريطانيا العظمى والأخ الأصغر للملك جورج الثالث ملك المملكة المتحدة.

## وفاته
توفي الأمير فريدريك في 29 ديسمبر 1765 في ليستر البيت، وستمنستر، إنجلترا عن عمر يناهز 15 سنة.